# Zapadni Xwla Gbe jezik
Zapadni xwla gbe jezik (phla, xwla, xwla-gbe: ISO 639-3: xwl), jedan od gbe jezika, šira skupina left bank, kojim govori oko 50 000 (2002 SIL) ljudi u Beninu u provincijama Mono, Atlantique i Littoral, i oko 21 000 (2002 SIL) u Togou duž rijeke Mono.
U komunikaciji se služe i jezicima gen [gej], fon [fon] ili francuskim [fra].

## Vanjske poveznice
- Ethnologue (14th)
- Ethnologue (15th)